# Ahmavallei
De Ahmavallei (Zweeds: Ahmavuoma) is een vallei annex moeras binnen de Zweedse gemeente Pajala. De vallei ligt ten noordoosten van de Ahmabergrug. In de vallei stroomt de oostelijke bronbeek van de Ahmarivier.